# Saint-Médard-d'Excideuil
 Saint-Médard-d'Excideuil  (en occitano Sent Medard d'Eissiduelh) es una población y comuna francesa, situada en la región de Aquitania, departamento de Dordoña, en el distrito de Périgueux y cantón de Excideuil.

## Demografía
| 700 | 667 | 658 | 641 | 665 | 622 |
| Para los censos de 1962 a 1999 la población legal corresponde a la población sin duplicidades (Fuente: INSEE [Consultar]) |     |     |     |     |     |

## Historia
La primera mención escrita conocida del lugar se reveló en el testamento de San Yrieix, datado del siglo VI, bajo la forma Cella in honore S. Medardi ("iglesia en honor a San Medardo").
En 1120, una bula del papa Calixto II especifica que aquella iglesia mencionada como Capella S. Medardi infra muros Exidolii ("Capilla o iglesia de San Medardo dentro de los muros de Excideuil"), dependía de la Abadía de Tourtoirac.
Hasta principios del siglo XIV el lugar era conocido como "Saint-Médard-l'Abbaye" en honor a la iglesia. Durante ese mismo siglo reemplazó a Excideuil como archiprestazgo. Para vísperas de la Revolución Francesa, el archiprestazgo alcanzó a administrar hasta 66 parroquias.
Durante los siglos XVII y XVIII dos molinos hidráulicos para la fabricación de papel se situaron en Saint-Médard-d'Excideuil, a orillas del Río Loue